# Yota Shimokawa
Yota Shimokawa (下川 陽太 Shimokawa Yōta?, Osaka, 7 de septiembre de 1995) es un futbolista japonés que juega como defensa en el Nara Club.

## Trayectoria

### Clubes
| Club                      | País  | Año       |
| ------------------------- | ----- | --------- |
| Matsumoto Yamaga F. C.    | Japón | 2017-2023 |
| Ehime FC (cedido)         | Japón | 2019      |
| Zweigen Kanazawa (cedido) | Japón | 2020      |
| Nara Club                 | Japón | 2024-     |